# Mistrzostwa Europy w Koszykówce Mężczyzn 2011 (eliminacje)/Grupa C
W grupie C eliminacji Mistrzostw Europy w Koszykówce 2011 grały:
- Belgia
- Bułgaria
- Gruzja
- Polska
- Portugalia

## Rozgrywki
| Msc. | Zespół     | M | W | P | K+  | K-  | Pkt |
| ---- | ---------- | - | - | - | --- | --- | --- |
| 1    | Belgia     | 8 | 6 | 2 | 604 | 580 | 14  |
| 2    | Gruzja     | 8 | 5 | 3 | 599 | 568 | 13  |
| 3    | Bułgaria   | 8 | 4 | 4 | 638 | 600 | 12  |
| 4    | Polska     | 8 | 4 | 4 | 607 | 579 | 12  |
| 5    | Portugalia | 8 | 1 | 7 | 518 | 639 | 9   |

| 2 sierpnia 201019:00 | Gruzja                                                | 84:65(19:24, 26:16, 18:9, 21:16) | Polska                                     | Pałac Sportowy, Tbilisi Widzów: 9 100 Sędzia: Engin Kenerman, Anastasios Piloidis, Siergiej Cziebiszew |
| 2 sierpnia 201019:00 | Pkt: Paczulia 27 Zb: Sanikidze 12 Ast: Markoiszwili 3 | 84:65(19:24, 26:16, 18:9, 21:16) | Pkt: Kelati 22 Zb: Lampe 6 Ast: Szubarga 6 | Pałac Sportowy, Tbilisi Widzów: 9 100 Sędzia: Engin Kenerman, Anastasios Piloidis, Siergiej Cziebiszew |

| 2 sierpnia 201020:30 | Portugalia                                   | 59:67(15:22, 20:18, 19:13, 5:14) | Bułgaria                                                 | Arena Dolce Vita, Ovar Sędzia: Vicente Bulto, Mauro Pozzana, Matej Spendl |
| 2 sierpnia 201020:30 | Pkt: Heshimu 19 Zb: Heshimu 9 Ast: Minhava 5 | 59:67(15:22, 20:18, 19:13, 5:14) | Pkt: Widenow 17 Zb: Kostow, Gieorgiew 5 Ast: Gieorgiew 5 | Arena Dolce Vita, Ovar Sędzia: Vicente Bulto, Mauro Pozzana, Matej Spendl |

| 5 sierpnia 201020:15 | Polska                                       | 86:64(19:10, 25:23, 22:15, 20:16) | Portugalia                                        | Łuczniczka, Bydgoszcz Widzów: 5 200 Sędzia: Juris Kokainis, Oscar Perea, Rafael Ganiev |
| 5 sierpnia 201020:15 | Pkt: Gortat 19 Zb: Gortat 11 Ast: Koszarek 9 | 86:64(19:10, 25:23, 22:15, 20:16) | Pkt: Silva 12 Zb: Heshimu, Pinto 4 Ast: Heshimu 5 | Łuczniczka, Bydgoszcz Widzów: 5 200 Sędzia: Juris Kokainis, Oscar Perea, Rafael Ganiev |

| 5 sierpnia 201020:00 | Belgia                                                | 74:64(19:23, 19:18, 16:13, 20:10) | Gruzja                                              | Lotto Arena, Antwerpia Widzów: 3 500 Sędzia: Eddie Viator, Joannis Fufis, Haydn Jones |
| 5 sierpnia 201020:00 | Pkt: Beghin 17 Zb: Hervelle 6 Ast: Hervelle, Faison 2 | 74:64(19:23, 19:18, 16:13, 20:10) | Pkt: Paczulia 20 Zb: Sanikidze 8 Ast: Gamkrelidze 2 | Lotto Arena, Antwerpia Widzów: 3 500 Sędzia: Eddie Viator, Joannis Fufis, Haydn Jones |

| 8 sierpnia 201018:00 | Bułgaria                                              | 74:70(12:21, 16:14, 16:20, 30:15) | Polska                                      | Uniwersiada, Sofia Widzów: 3 000 Sędzia: Saša Pukl, Marko Juras, Siergiej Zaszczuk |
| 8 sierpnia 201018:00 | Pkt: Widenow 26 Zb: Widenow, Iwanow 6 Ast: Wielikow 3 | 74:70(12:21, 16:14, 16:20, 30:15) | Pkt: Lampe 18 Zb: Gortat 12 Ast: Koszarek 5 | Uniwersiada, Sofia Widzów: 3 000 Sędzia: Saša Pukl, Marko Juras, Siergiej Zaszczuk |

| 8 sierpnia 201020:30 | Portugalia                                   | 69:78(14:16, 19:16, 19:18, 17:28) | Belgia                                         | Pavilhão Multidesportos, Coimbra Sędzia: Juan Arteaga, Enrico Sabetta, Chris Dodds |
| 8 sierpnia 201020:30 | Pkt: Heshimu 19 Zb: Heshimu 7 Ast: Miranda 5 | 69:78(14:16, 19:16, 19:18, 17:28) | Pkt: Tabu-Eboma 23 Zb: Hervelle 4 Ast: Moors 5 | Pavilhão Multidesportos, Coimbra Sędzia: Juan Arteaga, Enrico Sabetta, Chris Dodds |

| 11 sierpnia 201019:00 | Gruzja                                                         | 73:57(12:16, 19:9, 15:13, 27:19) | Portugalia                                           | Pałac Sportowy, Tbilisi Widzów: 9 700 Sędzia: Władimir Drabikowski, Ersan Kartal, Gili Cohen |
| 11 sierpnia 201019:00 | Pkt: Paczulia 17 Zb: Sanikidze, Ckitiszwili 10 Ast: Cincadze 4 | 73:57(12:16, 19:9, 15:13, 27:19) | Pkt: Miranda 16 Zb: Heshimu 11 Ast: Andrade, Pinto 3 | Pałac Sportowy, Tbilisi Widzów: 9 700 Sędzia: Władimir Drabikowski, Ersan Kartal, Gili Cohen |

| 11 sierpnia 201020:00 | Belgia                                          | 74:69(26:20, 22:17, 16:17, 10:25) | Bułgaria                                      | Lotto Arena, Antwerpia Widzów: 3 500 Sędzia: Srdan Dozai, Roberto Chiar, Bert van Slooten |
| 11 sierpnia 201020:00 | Pkt: Beghin 15 Zb: Hervelle 5 Ast: van Rossom 6 | 74:69(26:20, 22:17, 16:17, 10:25) | Pkt: Widenow 18 Zb: Widenow 6 Ast: Calloway 5 | Lotto Arena, Antwerpia Widzów: 3 500 Sędzia: Srdan Dozai, Roberto Chiar, Bert van Slooten |

| 14 sierpnia 201018:00 | Bułgaria                                     | 79:83(22:23, 21:16, 11:19, 25:25) | Gruzja                                                | Uniwersiada, Sofia Widzów: 3 000 Sędzia: Milan Mazić, Petros Papapetrou, Robert Paulik |
| 14 sierpnia 201018:00 | Pkt: Widenow 29 Zb: Iwanow 5 Ast: Calloway 4 | 79:83(22:23, 21:16, 11:19, 25:25) | Pkt: Markoiszwili 23 Zb: Sanikidze 9 Ast: Sanikidze 6 | Uniwersiada, Sofia Widzów: 3 000 Sędzia: Milan Mazić, Petros Papapetrou, Robert Paulik |

| 14 sierpnia 201018:00 | Polska                                      | 93:73(26:24, 25:20, 20:8, 22:21) | Belgia                                                 | Atlas Arena, Łódź Widzów: 6 800 Sędzia: Luigi Lamonica, Benjamin Barth, Borys Szulga |
| 14 sierpnia 201018:00 | Pkt: Gortat 29 Zb: Gortat 7 Ast: Koszarek 7 | 93:73(26:24, 25:20, 20:8, 22:21) | Pkt: Lauwers 14 Zb: Beghin, Faison 4 Ast: Tabu-Eboma 6 | Atlas Arena, Łódź Widzów: 6 800 Sędzia: Luigi Lamonica, Benjamin Barth, Borys Szulga |

| 17 sierpnia 201018:00 | Bułgaria                                                         | 103:64(33:11, 24:25, 14:12, 32:16) | Portugalia                                          | Uniwersiada, Sofia Widzów: 1 500 Sędzia: Mehmet Keseratar, Branislav Mrdak, Igor Mitrowski |
| 17 sierpnia 201018:00 | Pkt: Widenow 15 Zb: Gieorgiew, Kostow 6 Ast: Widenow, Wielikow 5 | 103:64(33:11, 24:25, 14:12, 32:16) | Pkt: Heshimu 16 Zb: Heshimu, Andrade 6 Ast: Pinto 4 | Uniwersiada, Sofia Widzów: 1 500 Sędzia: Mehmet Keseratar, Branislav Mrdak, Igor Mitrowski |

| 17 sierpnia 201020:15 | Polska                                            | 67:58(12:8, 23:17, 12:11, 20:22) | Gruzja                                            | Atlas Arena, Łódź Widzów: 8 700 Sędzia: Borys Ryżyk, Siergiej Michajłow, Vaclav Lukes |
| 17 sierpnia 201020:15 | Pkt: Gortat 17 Zb: Lampe 9 Ast: Berisha, Kelati 3 | 67:58(12:8, 23:17, 12:11, 20:22) | Pkt: Markoiszwili 19 Zb: Sanikidze 9 Ast: Green 4 | Atlas Arena, Łódź Widzów: 8 700 Sędzia: Borys Ryżyk, Siergiej Michajłow, Vaclav Lukes |

| 20 sierpnia 201019:00 | Gruzja                                                    | 63:68(18:15, 11:21, 17:29, 17:21) | Belgia                                         | Pałac Sportowy, Tbilisi Widzów: 9 700 Sędzia: Spyridon Gontas, Omer Esteron, Viktor Bozhenar |
| 20 sierpnia 201019:00 | Pkt: Paczulia, Green 11 Zb: Sanikidze 10 Ast: Sanikidze 3 | 63:68(18:15, 11:21, 17:29, 17:21) | Pkt: Faison 16 Zb: Hervelle 9 Beghin, Faison 3 | Pałac Sportowy, Tbilisi Widzów: 9 700 Sędzia: Spyridon Gontas, Omer Esteron, Viktor Bozhenar |

| 20 sierpnia 201020:30 | Portugalia                                  | 85:84(19:16, 18:12, 10:22, 28:25, dogr. 10:9) | Polska                                           | Pavilhão Multidesportos, Coimbra Sędzia: Jose Ramon Garcia Ortiz, Matej Boltauzer, Keith Williams |
| 20 sierpnia 201020:30 | Pkt: Heshimu 20 Zb:Miranda 7 Ast:Minhava 11 | 85:84(19:16, 18:12, 10:22, 28:25, dogr. 10:9) | Pkt: Lampe, Koszarek 19 Zb: Gortat 10 Koszarek 6 | Pavilhão Multidesportos, Coimbra Sędzia: Jose Ramon Garcia Ortiz, Matej Boltauzer, Keith Williams |

| 23 sierpnia 201018:00 | Polska                                      | 75:71(18:16, 20:14, 15:17, 22:24) | Bułgaria                                      | Spodek, Katowice Widzów: 7 500 Sędzia: Fedor Dmitriew, Virginijus Dovidavicius, Aare Halliko |
| 23 sierpnia 201018:00 | Pkt: Gortat 23 Zb: Gortat 9 Ast: Koszarek 6 | 75:71(18:16, 20:14, 15:17, 22:24) | Pkt: Widenow 21 Zb: Widenow 9 Ast: Calloway 7 | Spodek, Katowice Widzów: 7 500 Sędzia: Fedor Dmitriew, Virginijus Dovidavicius, Aare Halliko |

| 23 sierpnia 201020:00 | Belgia                                                     | 68:63(18:15, 11:11, 21:20, 18:17) | Portugalia                                           | Lotto Arena, Antwerpia Widzów: 3 500 Sędzia: Nicolas Maestre, Neil Wilkinson, Lahdo Sharro |
| 23 sierpnia 201020:00 | Pkt: van Rossom 14 Zb: Hervelle 6 Ast: Hervelle, Lauwers 2 | 68:63(18:15, 11:11, 21:20, 18:17) | Pkt: Heshimu 25 Zb: Heshimu 9 Ast: Cortez, Miranda 3 | Lotto Arena, Antwerpia Widzów: 3 500 Sędzia: Nicolas Maestre, Neil Wilkinson, Lahdo Sharro |

| 26 sierpnia 201018:00 | Bułgaria                                         | 92:81(24:13, 28:29, 21:15, 19:24) | Belgia                                          | Uniwersiada, Sofia Widzów: 2 000 Sędzia: Shmuel Bachar, Joannis Foufis, Doru Vinasi |
| 26 sierpnia 201018:00 | Pkt: Widenow 18 Zb: K. Iwanow 11 Ast: Calloway 6 | 92:81(24:13, 28:29, 21:15, 19:24) | Pkt: Lauwers 21 Zb: Spiegel 6 Ast: van Rossom 7 | Uniwersiada, Sofia Widzów: 2 000 Sędzia: Shmuel Bachar, Joannis Foufis, Doru Vinasi |

| 26 sierpnia 201020:30 | Portugalia                                             | 57:80(8:20, 15:17, 22:15, 12:28) | Gruzja                                              | Pavilhão Desportivo, Albufeira Sędzia: Miguel Anguel Perez Niz, Tolga Sahin, Haris Bijedić |
| 26 sierpnia 201020:30 | Pkt: Miranda 20 Zb: Miranda 8 Ast: Trzech zawodników 2 | 57:80(8:20, 15:17, 22:15, 12:28) | Pkt: Paczulia 18 Zb: Ckitiszwili 15 Ast: Cincadze 4 | Pavilhão Desportivo, Albufeira Sędzia: Miguel Anguel Perez Niz, Tolga Sahin, Haris Bijedić |

| 29 sierpnia 201019:00 | Gruzja                                                | 94:83(24:19, 17:29, 32:30, 21:15) | Bułgaria                                                    | Pałac Sportowy, Tbilisi Widzów: 9 000 Sędzia: Gianluca Mattioli, Ademir Zurapović, Aleksandar Glisić |
| 29 sierpnia 201019:00 | Pkt: Sanikidze 27 Zb: Paczulia 12 Ast: Markoiszwili 5 | 94:83(24:19, 17:29, 32:30, 21:15) | Pkt: K. Iwanow 14 Zb: K. Iwanow 12 Ast: Widenow, Calloway 3 | Pałac Sportowy, Tbilisi Widzów: 9 000 Sędzia: Gianluca Mattioli, Ademir Zurapović, Aleksandar Glisić |

| 29 sierpnia 201020:00 | Belgia                                                 | 70:67(15:23, 18:16, 23:16, 14:12) | Polska                                            | Lotto Arena, Antwerpia Widzów: 5 500 Sędzia: Giampaolo Cicoria, Sasa Maricić, Igor Mitrovski |
| 29 sierpnia 201020:00 | Pkt: Tabu-Eboma 14 Zb: Faison 6 Ast: Beye Tabu-Eboma 3 | 70:67(15:23, 18:16, 23:16, 14:12) | Pkt: Gortat 18 Zb: Gortat 11 Ast: Lampe, Gortat 1 | Lotto Arena, Antwerpia Widzów: 5 500 Sędzia: Giampaolo Cicoria, Sasa Maricić, Igor Mitrovski |